# حسین کلانی
حسین کلانی (زادهٔ ۳ بهمن ۱۳۲۳) بازیکن سابق فوتبال اهل ایران است. او از خاندان غفاری کاشان است. او پیشتر در تیم ملی ایران بازی می‌کرد و سابقه بازی در تیم‌های پیکان، شهباز، شاهین تهران و پرسپولیس را دارد.
وی پس از پایان دوران فوتبال خود، به ایالات متحده آمریکا رفت و در رشته مهندسی معماری تحصیل کرد. وی دارای مدرک دکترای مهندسی معماری تلفیقی از دانشگاه یو-سی-ال-ای است.

## دوران بازیگری
او فوتبال خود را از ۱۴ سالگی در باشگاه نوجوانان شاهین (پولاد) تهران آغاز کرد و سپس دیهیم تهران و بعد از گلزنی در برابر تیم بزرگسالان شاهین، عباس اکرامی او را در ۱۸ سالگی به باشگاه شاهین، دعوت کرد و پس از مصدومیت، ۲ سال و نیم در آن تیم نیمکت نشین بود تا اولین بار در یک مسابقه در برابر تیم شجاعت تهران و در کنار همایون بهزادی و حمید شیرزادگان حضور یافت و اولین گل خود را در مقابل این تیم به ثمر رساند و در آن سال (۱۳۴۴) شاهین قهرمان جام باشگاه‌های تهران شد.
او در سال ۱۳۴۴ در رشته پزشکی قبول و در همان سال در مسابقات دانشگاهی در اصفهان مصدوم شد.
آخرین حضور او در شاهین به سال ۱۳۴۶ بازمی‌گردد که در پایان آن دوره مسابقات، پروانه فعالیت تیم شاهین، لغو شد.
سال ۱۳۴۸ حسین کلانی و بسیاری از بازیکنان و مربیان شاهین، به تیم تازه تأسیس پیکان که از طرف شرکت ایران ناسیونال حمایت می‌شد، پیوستند و حسن کلانی در اولین دوره حضورش عنوان آقای گلی لیگ را کسب کرد و تیم او توانست در هر دو دیدار رفت و برگشت، تاج را مغلوب سازد.
حسین کلانی در سال ۱۳۴۹ برای پرسپولیس به میدان رفت و در جام منطقه‌ای ایران، به دلیل اخراج دو بازیکن پرسپولیس در حالی که نتیجه مسابقه در برابر تاج یک بر یک بود، پرسپولیس زمین را ترک کرد و فدراسیون وقت نتیجه را ۳ بر صفر بسود تاج، اعلام نمود و پرسپولیس نیز به نشانه اعتراض در رده‌بندی نیز شرکت نکرد و فدراسیون او را یک سال محروم کرد و کلانی به همراه پرسپولیس به عنوان چهارمی رسید و او با ۷ گل بهترین گلزن مسابقات شد. محرومیت او از یک سال به ۹ ماه تقلیل یافت و در آن دوره به فعالیت‌های روزنامه‌نگاری در نشریه جوانان امروز می‌پرداخت.
شاهین تهران در اواخر سال ۱۳۵۲ مجوز حضور خود را با شرط شروع دوباره از دسته سوم، بازپس گرفت، او در سال ۱۳۵۳ پرسپولیس را ترک کرد و به تیم شهباز یا شاهین تازه تأسیس پیوست و این تیم با کمک او توانست در سال ۱۳۵۴ به دسته اول جام تخت جمشید صعود کند.

## کتابخانه شخصی
کلانی می‌گوید بیش از بیست هزار جلد کتاب در کتابخانه شخصی خود دارد.
این کتابها مربوط به حوزه خاصی نیست و در همه زمینه‌ها نوشته شده‌است؛ که در طول ۵۰–۶۰ سال اخیر به‌علت شدت علاقه وی به مطالعه، توسط وی خریداری و گردآوری شده و پس از مطرح شدن موضوع توسط وی در برنامه تلویزیونی ۹۰، از کتابخانه ملی با او تماس گرفتند و نامبرده آمادگی خود را برای اهدای این کتاب‌ها به کتابخانه ملی اعلام کرد.